# David Boudia
David Boudia (n. 24 aprilie 1989, Abilene, Texas, SUA) este un săritor în apă ce a reprezentat Statele Unite ale Americii, medaliat olimpic. A participat la 3 ediții ale Jocurilor Olimpice (2008, 2012, 2016) în care a câștigat o medalie de aur și o medalie de bronz.